# 栗原山中七度通い
栗原山中七度通い（くりはらさんちゅうしちどかよい）は、戦国時代の大名豊臣秀吉にまつわる逸話。太閤七度通いとも。
言い伝えによると、戦国時代、まだ木下藤吉郎と名乗っていた頃の豊臣秀吉が、菩提山城主で美濃随一の軍略家として名高い武将・竹中重治を自らの軍師として招くため、礼を尽くして美濃と近江の国境にあった栗原山の重治の庵を七たび訪ねたという。
史実というよりは、江戸時代に入り民衆に支持された『絵本太閤記』の中の一場面をさらに脚色したものである。『三国志演義』で劉備が諸葛孔明を三度訪ねた「三顧の礼」の故事の翻案、とも言われている。
現在でも、多数の漫談や舞台での演劇、小説において好んで描かれる名場面として定着している。